# Hienadź Buraukin
Hienadź Buraukin, biał. Генадзь Бураўкін (ur. 28 sierpnia 1936 w Szulacinie w obecnym rejonie rossońskim, zm. 30 maja 2014 w Mińsku) – białoruski poeta, dziennikarz i dyplomata.

## Życiorys
Pierwsze wiersze opublikował w 1952 roku w regionalnej gazecie. Ukończył dziennikarstwo na Wydziale Filologicznym Białoruskiego Uniwersytetu Państwowego w 1959 roku. Pracował dla czasopisma „Kommunist Biełorussii", był redaktorem w Białoruskim Radiu, a także kierownikiem działu literatury i zastępcą redaktora naczelnego „Litaratury i mastactwa”. Był korespondentem „Prawdy" na Białorusi w latach 1968–1972 i redaktorem naczelnym czasopisma literackiego „Maładosć” w latach 1972–1978.
Był członkiem delegacji Białoruskiej SRR na 31. sesji Zgromadzenia Ogólnego ONZ w 1976 roku. Od 1978 roku był przewodniczącym białoruskiego komitetu do spraw radia i telewizji. Od 1990 roku był stałym przedstawicielem Białoruskiej SRR (od 1991 – Republiki Białorusi) w ONZ. Był członkiem Rady Najwyższej Białoruskiej SRR, jak również członkiem Białoruskiego PEN Center i Związku Pisarzy Białoruskich. Przed śmiercią chorował na raka.